# نبرد فرماندهان
نبرد فرماندهان به انگلیسی: Battle Of The Warriors
فیلم درام جنگی محصول سال ۲۰۰۶ هنگ کنگ به کارگردانی جیکاب چانگ است. این فیلم بر اساس رمان تاریخی ژاپنی روماجی نوشته کنیچی ساکمی ساخته شده‌است

## خلاصه داستان
در سال ۳۷۰ (پیش از میلاد)، چین به هفت کشور و قلمرو تقسیم شده بود. یکی از این قلمروها لیانگ بود. کشور ژائو با فرماندهی «زیانگ یانگ ژانگ» به لیانگ حمله می‌کند ولی قبل از محاصره شهر یک استراتژیست نظامی بنام «گی لی» از قبیله موزی وارد شهر می‌شود و به ارتش ۳۰۰ نفری لیانگ و مردم شهر کمک می‌کند تا در برابر حمله ژائو مقاومت کنند. گی لی دارای یک فلسفه مخصوص بنام موهیسم است که رویکردی اخلاقی به مسائل زندگی دارد.